# Trịnh Thị Ngọc Trinh
Trịnh Thị Ngọc Trinh (chữ Hán: 鄭氏玉楨), là một hoàng hậu nhà Lê trung hưng. Vợ vua Lê Kính Tông, mẹ vua Lê Thần Tông.
Bà là hoàng hậu họ Trịnh đầu tiên thời Lê Trung Hưng, cho thấy sự khởi đầu kiểm soát hoàng đế của chúa Trịnh.

## Tiểu sử
Bà là con gái thứ của Thượng phụ Bình An Vương Trịnh Tùng.
Lê Kính Tông bị ép lấy bà, lập làm Đoan Từ hoàng hậu. Bà sống với vua sinh được con trai là Lê Duy Kỳ, tức Lê Thần Tông sau này.
Kỷ Mùi, Hoằng Định năm thứ 20 (1619), Kính Tông mưu giết Trịnh Tùng nhưng không thành. Khi đó, Kính Tông khóc lóc nói với bà rằng: Ta còn mặt mũi nào mà gặp vương phụ nữa, rồi vua thắt cổ chết.
Lúc đó, có người khuyên chúa Trịnh lập Cường Quận công Lê Trụ, tư cách là con của Bản quốc công Lê Bách, là cháu đích tôn của vua Lê Anh Tông. Nhưng bà khóc lóc với cha rằng: Tiên quân có tội, chứ đứa con có tội gì? Sao lại bỏ con của con mà đi tìm người khác. Nếu phụ vương lập nó, thì đến muôn đời sau kẻ làm vua vẫn là con cháu của phụ vương vậy. Vì thế, Chúa mới lập Duy Kỳ lên ngôi.
Hoàng tử Duy Kỳ lên ngôi ở điện Cần Chính, tôn bà làm Đoan Từ hoàng thái hậu.